# سیارک ۱۶۰۴۹۳
سیارک ۱۶۰۴۹۳ (به انگلیسی: 160493 Nantou، نامگذاری:2007CD13) صد و شصت هزار و چهارصد و نود و سومین سیارک کشف شده‌است که در ۶ فوریه ۲۰۰۷ کشف شد.